# Castillo de Carlos V (Fuenterrabía)

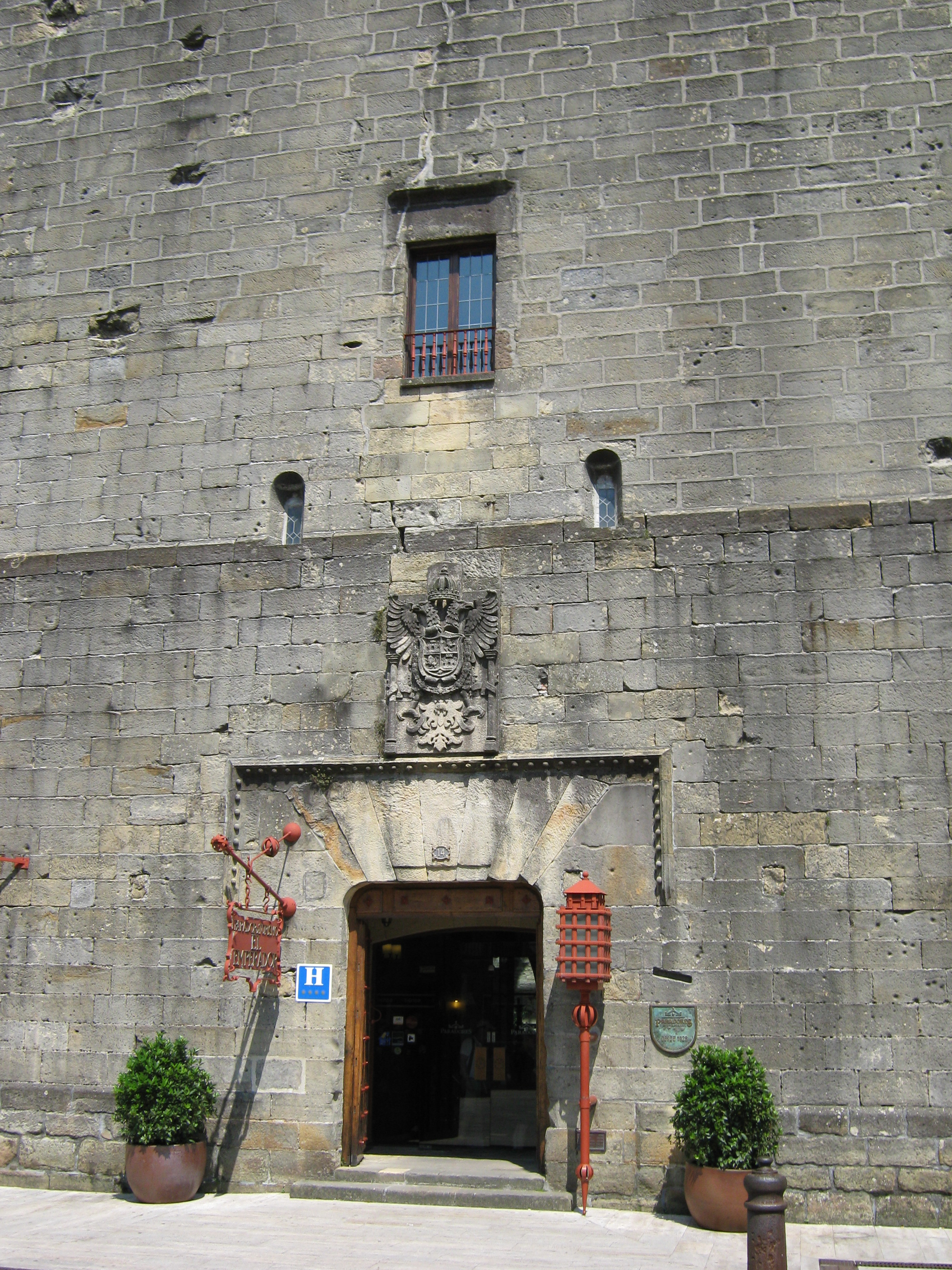
Eingang zur Burg

Das Castillo de Carlos V in Fuenterrabía, einer Stadt im Nordosten der Autonomen Gemeinschaft Baskenland in Spanien, ist eine Burg, die ursprünglich im 10. Jahrhundert errichtet wurde und im 16. Jahrhundert unter Karl V. (span. Carlos V) umgebaut wurde. Die Burg ist ein geschütztes Baudenkmal (Bien de Interés Cultural).

## Geschichte
Die Burganlage, in der Altstadt von Fuenterrabía mit Blick zur Mündung des Flusses Bidasoa liegend, wurde im 10. Jahrhundert von Sancho II., König von Navarra, errichtet. Die Burg wurde im 16. Jahrhundert verändert, die fensterlose Fassade zum Platz (Plaza de Armas) vor der Burg entstand in dieser Zeit. Nun diente die ursprüngliche Festung als königlicher Palast und Gasthaus für berühmte Persönlichkeiten. Durch die Kriege im 19. Jahrhundert verfiel die Burg, sie wurde 1928 von der Stadt gekauft, die Baumaßnahmen zur Erhaltung des Gebäudes vornahm.

## Heutige Nutzung
Nach umfangreichen Renovierungsmaßnahmen wurde 1968 von General Franco in der Burg der Parador „El Emperador“, ein Vier-Sterne-Hotel mit Restaurant, eingeweiht. Die Mauern der Säle und die Gänge sind mit Hellebarden, Schwertern und Wandteppichen geschmückt.

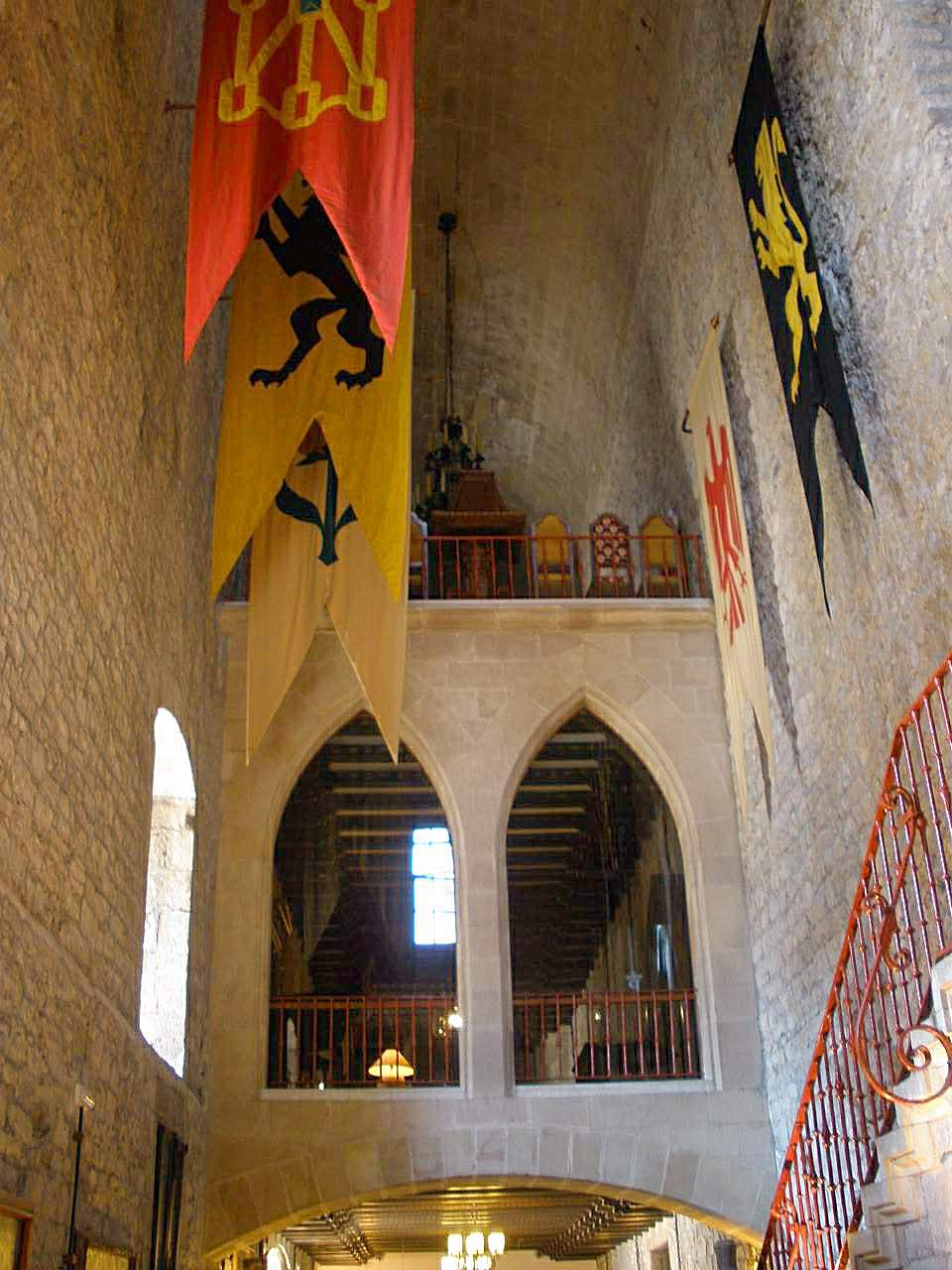
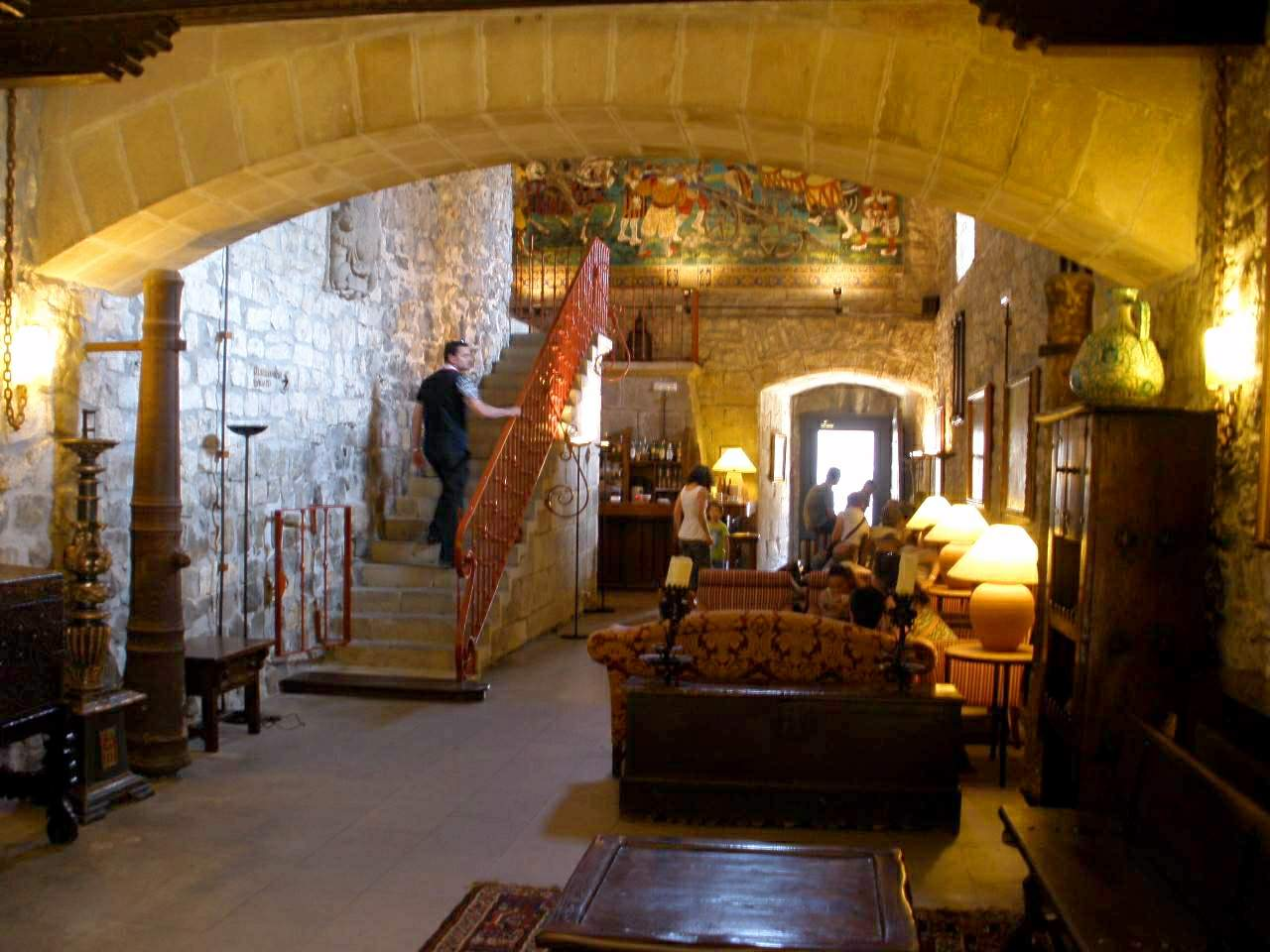
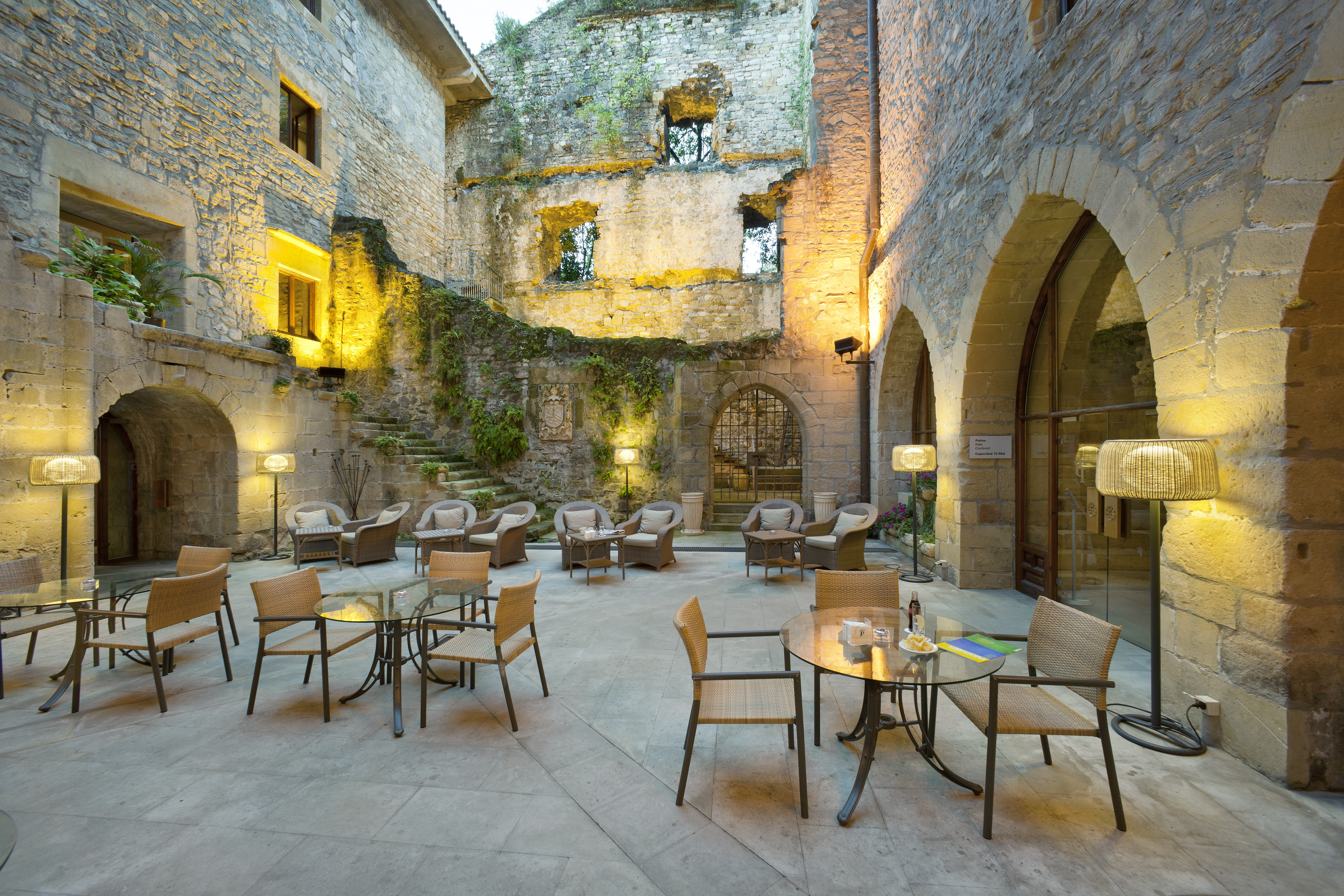
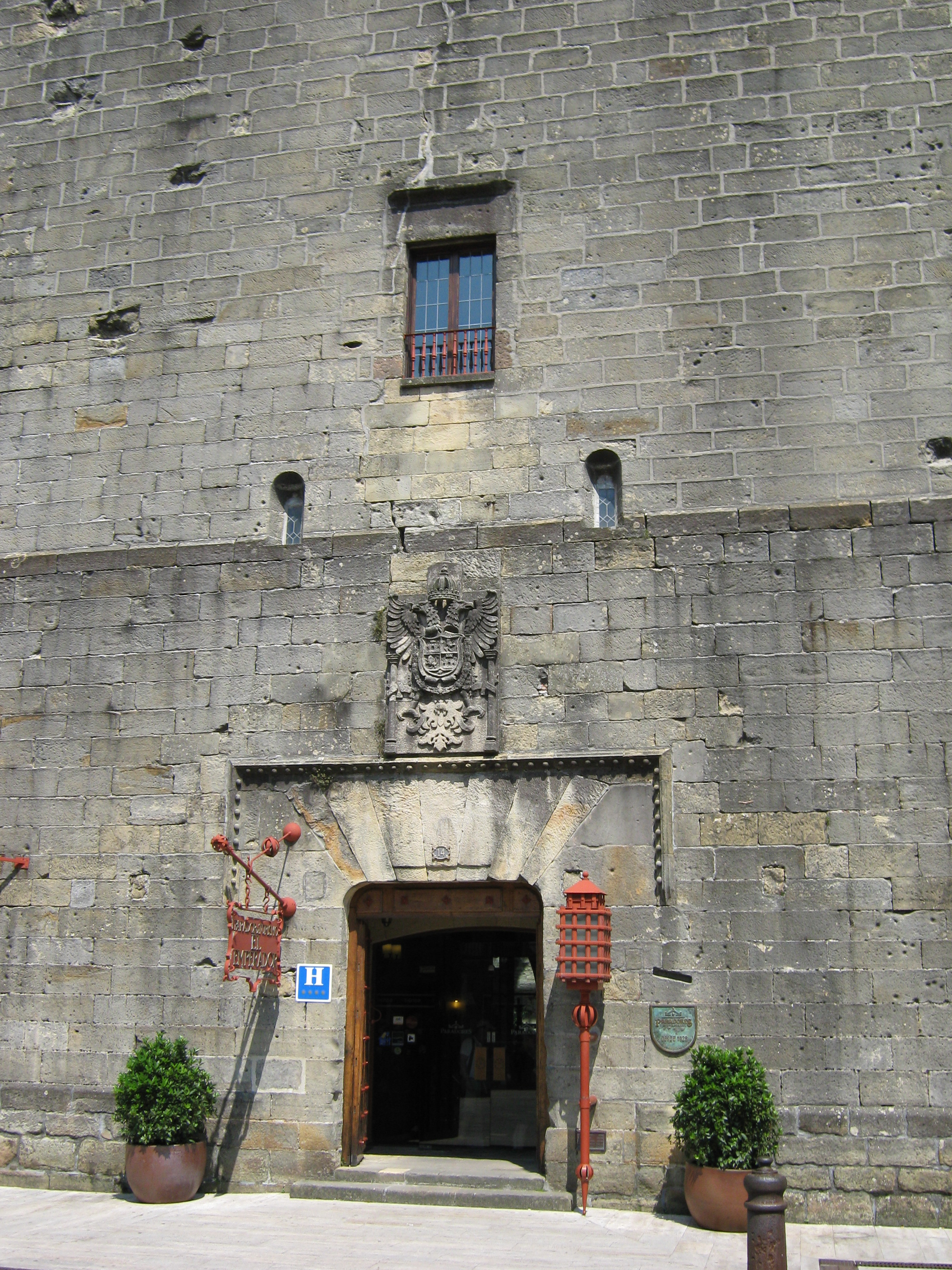